# Chrášťany, Rakovník
Chrášťany là một làng thuộc huyện Rakovník, vùng Středočeský, Cộng hòa Séc.